# عبد العزيز المنجومي
عبد العزيز سعود المنجومي  مواليد 10 يونيو 1996 في ، السعودية، هو لاعب كرة قدم سعودي يلعب لنادي اليرموك في الدفاع.

## مسيرة اللاعب
لعب في نادي عكاظ ونادي الخلود ونادي الوطني ونادي رضوى ونادي الثقبة ونادي النهضة ونادي اليرموك.